# Zero waste
Zero Waste, nebo také česky nulový odpad, je označení pro životní styl, který podporuje opětovné využívání všech zdrojů bez tvorby odpadů, jejich skládkování, nebo jejich spalování. Tento soubor principů podporuje přepracování životního cyklu zdrojů tak, aby byly všechny produkty znovu použity. Cílem je, aby žádné odpadky nebyly posílány na skládky, do spaloven nebo do oceánu. V současné době je skutečně recyklováno pouze 9 % plastů. V systému zero waste bude materiál znovu použit až do optimální úrovně spotřeby.

## Definice a charakteristika
| „                                                 | Zero Waste je zachování všech zdrojů způsobem uvědomělé produkce, spotřeby, znovupoužívání a zužitkování produktů, obalů a materiálů bez spalování a bez úniků do půdy, vody a vzduchu, které ohrožují životní prostředí nebo lidské zdraví. | “ |
| — Zero Waste International Alliance, 20. 12. 2018 | |   |

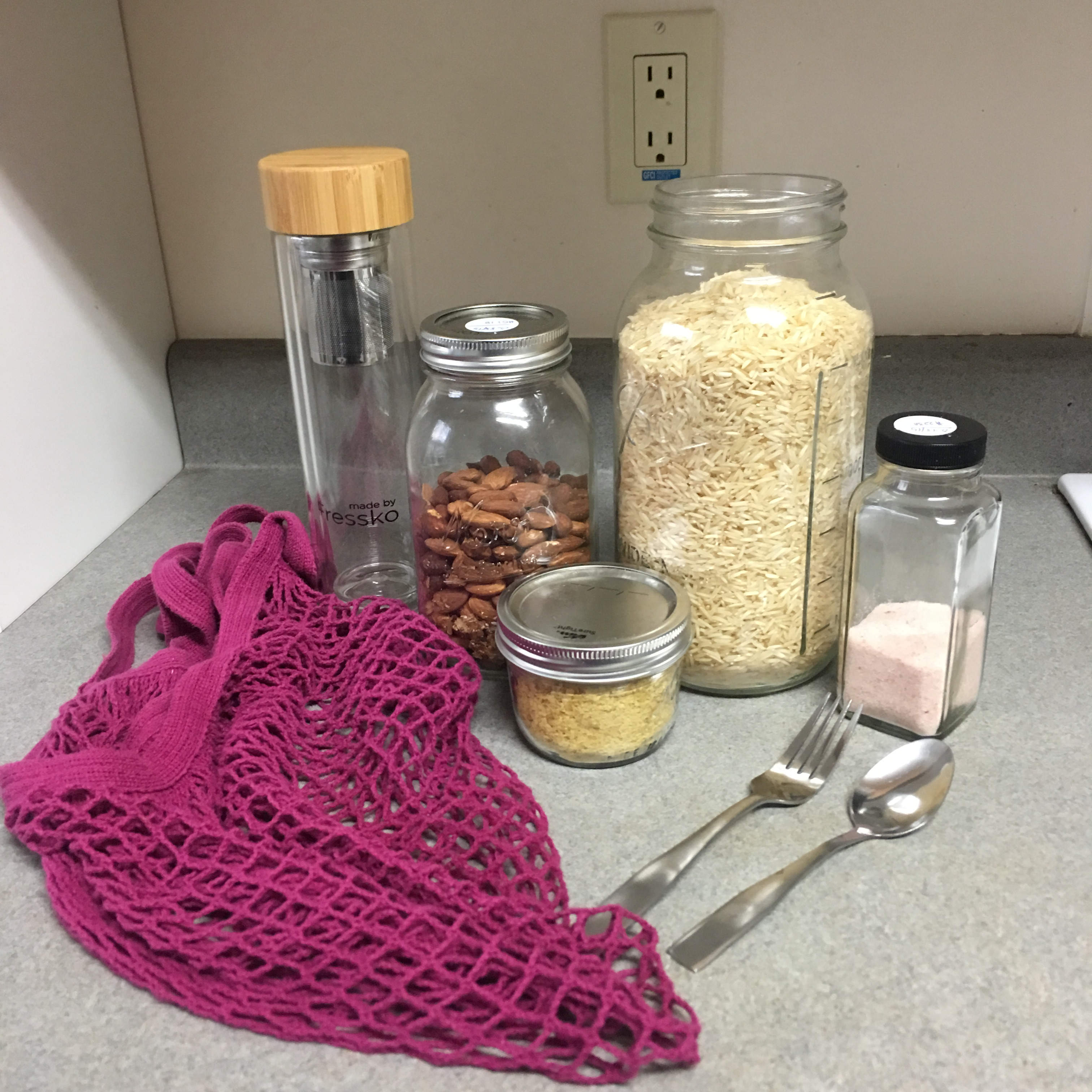
Nakupování se znovupoužitelnými taškami a obaly

Zero Waste se týká postupů nakládání s odpady a způsobů plánování, které kladou důraz na prevenci vzniku odpadů, na rozdíl od způsobu zacházení s odpady způsobem „na konci potrubí“ (tedy, řešením následků a ne příčin). Jedná se o celý systémový přístup, který se zaměřuje na masivní změnu ve způsobu, jakým materiály procházejí společností, což nevede k žádnému odpadu. Nulový odpad zahrnuje více než odstraňování odpadu prostřednictvím recyklace a opětovného použití, zaměřuje se též na restrukturalizaci výrobních a distribučních systémů s cílem snížit plýtvání.. Filosofie nulového odpadu je spíše ideálním cílem nebo než přímo tvrdým cílem. Zero Waste poskytuje základní zásady pro neustálou práci na odstraňování odpadů.
Aktivisté, kteří prosazují život bez odpadů předpokládají, že bude potřeba prosadit regulativní opatření, která by ovlivnila chování průmyslu při navrhování výrobků, jejich obalů, výrobních procesů a výběru materiálů. Podle nich se tím také redukuje znečištění a konečně dojde i k snížení nákladů v důsledku snížené potřeby surovin.

## Zásady života bez odpadů
Autorka Bea Johnson ve své knize Domácnost bez odpadu uvádí pravidlo 5R – pět kroků, kterými by se měla řídit domácnost, která chce výrazně snížit své odpady, a tedy také negativní vliv na Zemi:
1. Refuse – Zamítnout (co nepotřebujeme)
2. Reduce – Zredukovat (co potřebujeme a nemůžeme zamítnout)
3. Reuse – Zužitkovat (co spotřebováváme a nemůžeme zamítnout nebo zredukovat)
4. Recycle – Zrecyklovat (co nemůžeme zamítnout, zredukovat, nebo zužitkovat)
5. Rot – Zkompostovat (zbytek)

## Zero Waste a klimatická změna
Koncept Zero Waste se ve své podstatě zabývá pouze tuhým odpadem. V individuálním smyslu jde o odpad komunální (v Česku 551 kg na osobu a rok) a konkrétněji domovní. Tyto hodnoty je vhodné porovnat s hodnotami například plynného odpadu (v Česku cca 10 t CO2 na osobu a rok) a kapalného (spotřeba 100 l vody na osobu a den zapříčiní vznik cca 37 t odpadní vody za rok – průměrná spotřeba vody v ČR na osobu a den činí 89 l). Existuje ovšem velké množství dalších typů odpadů: dřevní odpad, organický odpad, jaderný odpad, hořlavý odpad, zahradní odpad apod.
I přes toto úzké zaměření může koncept Zero Waste částečně přispět k ochraně klimatu. Opětovné použití materiálů či produktů může vést k celkovému snížení spotřeby a důsledkem toho může dojít ke snížení vzniku emisí skleníkových plynů. Například v ČR připadá na osobu 12,19 t CO2eq ročně. Z tohoto množství tvoří odpadové hospodářství 4,4 %, což odpovídá 540 kg CO2eq na obyvatele ročně. Tyto emise vytvářejí primárně skládky odpadu, na nichž dochází k rozkladu biologicky rozložitelného materiálu, během něhož uniká do atmosféry skleníkový plyn metan. Tento podíl je tedy možné částečně snížit prostřednictvím metod Zero Waste.
V praxi se s implementací Zero Waste strategie můžeme setkat v německém městě Kiel. Za předpokladu zvýšení míry recyklace ze současných 48 % na 65 % a dalších opatření dojde ke snížení emisí CO2 o 13 500 tun do roku 2050. To odpovídá celkovým emisím CO2 téměř 1 300 lidí v Německu (to pro představu činí přibližně 0,5 % počtu obyvatel Kielu).